# Michel Paulin (acteur)
Pour l’article homonyme, voir Michel Paulin (dirigeant).
Michel Paulin est un acteur français.

## Biographie
Il a suivi les cours au Conservatoire national supérieur d'art dramatique (promo 1961).

## Théâtre
Sources : RS Doublage

### Spectacles en tournée avec la Comédie Française
- Caligula, de Camus et mise en scène de Douking, dans le rôle du poète. Théâtre du Vieux Colombier
- Horace, de Corneille et mise en scène de Julien Berteau, dans le rôle de Curiace. Théâtre de l’Ambigu
- Macbeth, de Shakespeare et mise en scène de Jean Darnel, dans le rôle de Malcolm. Saint-Malo
- Judith, de Giraudoux et mise en scène de Jacques Seyrès, dans le rôle de Jean
- Renaud et Armide, mise en scène de Jean-Pierre Miquel, dans le rôle d'Olivier
- L’ Aigle a deux Têtes, de Cocteau, dans le rôle de Stanislas. Tournées Barret-Karsenty
- Huis Clos, de Sartre et mise en scène de Michel Paulin, dans le rôle de Garçin
- Goupil Mains Rouges, de Pierre Very et mise en scène de Colas, dans le rôle de Monsieur
- Le Bal des Voleurs, d'Anouilh et mise en scène de Colas, dans le rôle d'Hector
- Les Femmes savantes, de Molière et mise en scène de J. Negroni, dans le rôle de Clitandre
- L’Ambassadeur Amoureux, mise en scène de Claude Etienne. Théâtre Rideau de Bruxelles
- En chantant Prévert, de Prévert conçu par et avec Mouloudji. Théâtre du Vieux Colombier
- Dialogues sur le Quiétisme, de La Bruyère et mise en scène de Jean Rougerie. Comédie de Paris
- La Vengeance d’une Orpheline Russe, du Douanier Rousseau et mise en scène de J. Rougerie
- Inédits Ionesco, mise en scène de J. Rougerie. Paris- Edimbourg- Royal Court à Londres
- Les Derniers, de Gorki et mise en scène de P. Peyrou. Théâtre Présent
- Œdipe, de Corneille et mise en scène de Pierre Lamy, dans le rôle de Thésée. Festival Corneille
- Les mystères du Confessionnal, de Lamy-Hamon, dans le rôle de l’abbé. Théâtre du Coupe-Chou
- 1961 : Hamlet de William Shakespeare, mise en scène Jean Darnel, Festival d'Art dramatique de Saint-Malo
- 1963 : Cinna de Corneille, mise en scène Julien Bertheau, Théâtre de l'Ambigu
- 1964 : Sire Halewyn de Michel de Ghelderode, mise en scène Pierre Debauche, Festival du Marais
- 1964 : Le Petit Eyolf d'Henrik Ibsen, mise en scène Daniel Postal, Théâtre de l'Alliance française

### Festival d’été Montreux – Suisse (1976-1996)
- Monsieur Chasse, de G. Feydeau et mise en scène de Théo Jehanne
- L’Heure Eblouissante, d'Ana Bonacci- Henri Jeanson et mise en scène de Théo Jehanne
- La Cage aux Folles, de Jean Poiret, dans le rôle de Georges et mise en scène de Théo Jehanne
- Photo Finish, de Peter Ustinov et mise en scène de Théo Jehanne. Création
- La belle Vie, de J. Anouilh. Création et tournée à Saint-Pétersbourg- Moscou-Géorgie
- Léonie est en avance, de G. Feydeau et mise en scène de Théo Jehanne
- Monsieur de Falindor, de G. Manoir et Armand Verhylle, dans le rôle de Saturnin de Royval et mise en scène de Théo Jehanne
- Le Saut du lit, de Cooney et Chapman et mise en scène de Théo Jehanne
- L’esprit Frappeur, de Noël Coward et mise en scène de Théo Jehanne. Création
- Le Dindon, de G. Feydeau et mise en scène de Théo Jehanne

### Autres pièces
- Gloriana sera vengée, mise en scène de Jean Vernier, dans le rôle de Supervacuo au Théâtre de la Huchette
- Les Nuits de la Colère, de Salacrou et mise en scène d'André Steiger
- Le Précepteur, de Brecht et mise en scène d'A. Steiger
- Les Deux gentilshommes de Vérone, de Shakespeare et mise en scène d'A. Steiger
- Charlie 22 ans Trompette, mise en scène de François Maistre. Théâtre Alliance Française
- Antigone, de Sophocle et mise en scène de Julien Berteau, dans le rôle d'Hémon. Festival Carthage
- La Reine Morte, de Montherlant et mise en scène de Jean Yonnel, dans le rôle Don Pedro
- L’ Arlésienne, de Daudet et mise en scène de Louis Seigner, dans le rôle de Fréderi
- Mithridate, de Racine et mise en scène de Jean Marchat, dans le rôle de Xipharès
- 1954 : Le Médecin de son Honneur de Pedro Calderón de la Barca, mise en scène André Steigner, Festival de Bellac

## Filmographie

### Cinéma
- 1973 : Dany la ravageuse de Willy Rozier : Bob
- 1973 : Nuits rouges de Georges Franju : inspecteur Florent
- 1975 : La Mise en mains de Sylvain Dhomme (court métrage)

### Télévision
- 1970 : Les Cinq Dernières Minutes, épisode Les Mailles du filet de Claude Loursais
- 1972 : Les Fossés de Vincennes, téléfilm de Pierre Cardinal : Canone
- 1975 : L'Homme sans visage, feuilleton télévisé de Georges Franju
- 1992 Le Triplé gagnant série télévisée de Joël Houssin

## Doublage

### Films

#### Cinéma
- James Fox dans :
  - L'Adieu au roi (1989) : le colonel Ferguson
  - La Maison Russie (1990) : Ned
  - Double Vue (1991) : Frank
  - Les Vestiges du jour (1993) : Lord Darlington
- Jack Nicholson dans :
  - La Mort tragique de Leland Drum (1966) : Billy Spear
  - Chinatown (1974) : J. J. « Jake » Gittes
  - Profession : reporter (1975) : David Locke
- Jerry Hardin dans :
  - Les Aventures de Jack Burton dans les griffes du mandarin (1986) : l'avocat d'Egg Shen
  - La Firme (1993) : Royce McKnight
- Edward Fox dans :
  - Shaka Zulu (1987) : le lieutenant Francis Farewell
  - Amours et Jalousies (1995) : le major Wilshaw
- Sam Waterston dans : 
  - Le Divorce (2003) : Chester Walker
  - Messagères de guerre (2024) : le président Franklin Roosevelt
- Jeffrey Tambor dans :
  - Eurotrip (2004) : Dr. Thomas
  - Paul (2011) : Adam Shadowchild
- 1965 : La Créature des ténèbres : Robert Vandenburg (Mark Richman)
- 1966 : Le Mystère des treize : Christian de Caray (David Hemmings)
- 1967 : Le Retour de Kriminal : Thomas Patterson (Tomas Pico)
- 1968 : Quand les aigles attaquent : Edward Berkeley (Peter Barkworth)
- 1968 : Les Bérets verts : le capitaine Coleman (Jason Evers)
- 1969 : L'Oiseau au plumage de cristal : Sam Dalmas (Tony Musante)
- 1969[2] : Le Contrat : Andrew (Jarred Mickey)
- 1971 : Le Chat à neuf queues : Manuel (Werner Pochath) et la voix efféminée dans le bar[Qui ?]
- 1972 : Ludwig ou le Crépuscule des dieux : Josef Kainz (Folker Bohnet)
- 1972 : L'Esprit de la mort : Mason (John Lawrence)
- 1973 : American Graffiti : M. Bill Wolfe (Terence McGovern)
- 1973 : Les Bootleggers : Harvey (Robert Ginnaven)
- 1973 : Le Témoin à abattre : l'« ami » de Chicca (Paolo Giusti)
- 1973 : Te Deum : Blake (Rocco Lerro)
- 1973 : Les Dix Derniers Jours d'Hitler : le capitaine Hoffmann (Simon Ward)
- 1974 : Gatsby le Magnifique : Tom Buchanon (Bruce Dern) (1er doublage)
- 1974 : Foxy Brown : Eddie (Tony Giorgio (en))
- 1975 : Barry Lyndon : un frère de Nora (Pat Laffan)
- 1975 : Les Aventuriers du Lucky Lady : un prêtre[Qui ?]
- 1976 : Missouri Breaks : Cary (Frederic Forrest)
- 1976 : Josey Wales hors-la-loi : le commerçant (Buck Kartalian)
- 1976 : C'est arrivé entre midi et trois heures : Boy (Damon Douglas)
- 1976 : Flics en jeans : Baronetti (Guido Mannari)
- 1977 : Croix de fer : Lieutenant / Leutnant Triebig (Roger Fritz)
- 1977 : L'Affaire Mori : le Major Spanò (Stefano Satta Flores)
- 1978 : Zombie : Roger DeMarco (Scott H. Reiniger)
- 1978 : Furie : Robertson (J. Patrick McNamara)
- 1978 : La Grande Menace : le diacre (Malcolm Tierney) (1er doublage)
- 1979[3] : Mad Max : Bubba Zanetti (Geoff Parry)
- 1979 : Le Shérif et les Extra-terrestres : le lieutenant Turner (Carlo Reali)
- 1979 : L'Exterminateur : Ernie Cappel (Rummy Bishop)
- 1980 : Saturn 3 : Benson (Harvey Keitel)
- 1980 : Flash Gordon : Flash Gordon (Sam J. Jones)
- 1980 : L'Impossible Témoin : Matty Stanek (Joe Grifasi)
- 1980 : Virus : le capitaine Lopez (Edward James Olmos)
- 1980 : Au-delà du réel : Pr Echeverria (Thaao Penghlis)
- 1980 : Stardust Memories : l'exalté des ovnis[Qui ?]
- 1981 : Piranha 2 : Les Tueurs volants : Raoul (Ted Richert)
- 1982 : 48 heures : le 1er policier (Bill Cross)
- 1982 : Le Monde selon Garp : Roberta Muldoon (John Lithgow)
- 1983 : La Forteresse noire : Klaus Woermann (Jürgen Prochnow)
- 1983 : Retour vers l'enfer : Wilkes (Fred Ward)
- 1983 : La Ballade de Narayama : Tsune (Nenji Kobayashi)
- 1983 : Psychose 2 : Deputy Sheriff (George Dickerson)
- 1984 : Dreamscape : Bill Hardy (Fred M. Waugh)
- 1984 : Les Griffes de la Nuit : Le Lieutenant Donald Thompson (John Saxon)
- 1984 : Exterminator 2 : John Eastland (Robert Ginty)
- 1984 : La Machination : Dr Peter Hedley (David Hedison)
- 1985 : Brazil : Lime (Charles McKeown)
- 1985 : Série noire pour une nuit blanche : Charlie (Bruce McGill)
- 1985 : Police fédérale Los Angeles : Bob Grimes (Dean Stockwell)
- 1986 : Highlander : Kirk Matunas (Christopher Malcolm)
- 1988 : Le Retour des tomates tueuses : Igor (Steve Lundquist)
- 1988 : Héros : George Danquist (Murphy Dunne)
- 1989 : L'Amour est une grande aventure : Dr Westford (Michael Kidd)
- 1990 : L'embrouille est dans le sac : Overton (William Atherton)
- 1990 : 48 heures de plus : Blake Wilson (Kevin Tighe)
- 1992 : Alien 3 : David (Pete Postlethwaite)
- 1992 : Obsession fatale : Attorney Sam Gershon (Victor Brandt)
- 1992 : Un flingue pour Betty Lou : M. Marchat (Xander Berkeley)
- 1994 : Un ange gardien pour Tess : Neal Carlo (James Handy)
- 1996 : Mad Dogs : Red (Michael J. Pollard)
- 1997 : Will Hunting : le juge George H. Malone (Jimmy Flynn)
- 1999 : Un vent de folie : Ned (Bert Remsen)
- 2000 : À la rencontre de Forrester : Prof. Matthews (Richard Easton)
- 2001 : Vengeance secrète : Jones (Timothy West)
- 2005 : H2G2 : le Guide du voyageur galactique : Commandant Kwaltz (Ian McNeice)
- 2007 : Dead Silence : Edward Ashen (Bob Gunton)
- 2007 : Hitman : Général Kormarov (Christian Erickson (en))
- 2010 : Détective Dee : Le Mystère de la flamme fantôme : Wiazi Ling (Deshun Wang)
- 2012 : Cloud Atlas : Ernie (Ralph Riach)
- 2013 : White House Down : le vice-président (Michael Murphy)
- 2019 : Backdraft 2 : Ronald Bartel (Donald Sutherland)
- 2021 : Le Bal des 41 : Porfirio Díaz (Fernando Becerril)
- 2022 : Le Festival des troubadours : Heves Ali (Tanriögen Settar)
- 2023 : L'Effet veuf (en) : Duncan (David Bradley)

#### Films d'animation
- 2011 : Gnoméo et Juliette : M. Capulet
- 2018 : Sherlock Gnomes : M. Capulet

### Télévision

#### Téléfilms
- Armin Shimerman dans :
  - Un amour de Noël : Ernest
  - Un amour de Noël 2 : Ernest

- 1972[4] : Le Chien des Baskerville : Dr John Mortimer (Anthony Zerbe)
- 1973 : L'Assassin du métro : Marvin (Len Birman)
- 1983 : Le Jour d'après : Joe Huxley (John Lithgow)
- 1984 : Les Derniers Jours de Pompéi : Gar (Barry Stokes)
- 2000 : Hercule Poirot : Le Couteau sur la nuque : Lord Edgware (John Castle)[5]
- 2004 : Hercule Poirot : Mort sur le Nil : le colonel Race (James Fox)
- 2008 : Un été pour grandir : Chick (Ralph Waite)
- 2015 : Just in Time for Christmas : Bob (Christopher Lloyd)
- 2019 : Le jardin des coups de foudre : M. Boyle (Ray Watters)

#### Séries télévisées
- Sam Waterston dans :
  - New York, police judiciaire (1994-2010 / 2022-2024) : Jack McCoy
  - Homicide (1997-1999) : Jack McCoy (2 épisodes)
  - New York, unité spéciale (2000 / 2007 / 2010 / 2018) : Jack McCoy (4 épisodes)
  - New York, cour de justice (2005) : Jack McCoy (2 épisodes)
  - The Newsroom (2012-2014) : Charlie Skinner (25 épisodes)
  - Jo (2013) : David Zivkin (saison 1, épisode 6)
  - Grace et Frankie (2015-2022) : Sol (94 épisodes)
- Ray Wise dans :
  - Savannah (1996-1997) : Edward Burton (34 épisodes)
  - Dawson (2003) : Roger Stepavich (saison 6, épisode 12)
  - Les Experts (2006) : Ernest Chase (saison 6, épisode 21)
  - 90210 Beverly Hills : Nouvelle Génération (2011) : Dean Thomas (saison 4, épisode 7)
  - Mad Men (2012-2015) : Ed Baxter (4 épisodes) (2e voix)
  - NCIS : Enquêtes spéciales (2012) : Wayne Tobett (saison 9, épisode 15)
  - Esprits criminels (2012) : John Nelson (saison 8, épisode 4)
  - Agent Carter (2015-2016) : Hugh Jones (4 épisodes)
- Ted Shackelford dans :
  - Dallas (1978) : Gary Ewing
  - Côte Ouest : Gary Ewing
  - Les Feux de l'amour : Jeffrey Bardwell / William Bardwell
  - Dallas (2012) : Gary Ewing
- Mike Farrell dans :
  - Desperate Housewives (2007-2008) : Milton Lang (3 épisodes)
  - New York, unité spéciale (2008) : Jonah Malcolm (saison 10, épisode 8)
  - FBI - Portés disparus (2009) : Ross Baldwin (saison 7, épisode 20)
  - NCIS : Enquêtes spéciales (2019) : Juge Miles Deakin (saison 16, épisodes 21 et 22)
- Philip Craig dans :
  - Les enquêtes de Murdoch (2010) : Horace Mooney (saison 3, épisode 9)
  - Hemlock Grove (2013-2014) : L'évêque Bishop Francis (8 épisodes)
- Paul Freeman dans :
  - Absentia (2017-2020) : Warren Byrne (30 épisodes)
  - A Very English Scandal (2018) : Sir Joseph Cantley (saison 1, épisode 3)
- À la Maison-Blanche : le directeur de la CIA (?)
- Jésus de Nazareth : Saint André (Tony Vogel)
- Falcon Crest : Richard Channing (David Selby)
- Le Souffle de la guerre : Hugh Cleveland (Tom McFadden) et Bunky Thurston (Lawrence Pressman)
- Beverly Hills 90210 : 
  - Jack McKay (Josh Taylor)
  - Lawrence Carson (Peter Mark Richman)
- Lost : Mark Hutton (Tim Halligan)
- Buffy contre les vampires : Principal Snyder (Armin Shimerman)
- Highlander : Joe Dawson (Jim Byrnes)
- Amour, Gloire et Beauté : Chris Robinson (Jack Hamilton)
- L'Âge de Cristal : Francis 14 (Randy Powell)
- Les Têtes Brûlées : Lieutenant Anderson (John Larroquette)
- Columbo : Barsini (Portrait d'un assassin) (Patrick Bauchau)
- Inspecteur Derrick :
  - Hollerer (Rolf Boysen (de)) (1981, ép. 86 : Pourcentages)
  - Kabusch (Christoph Bantzer) (1993, ép. 227 : Séance de nuit)
  - Gerhard Schumann (Wolf Roth) (1994, ép. 237 : Serrons-nous la main)
  - Arnold Leskow (Ronald Nitschke) (1997, ép. 268 : La bonne décision)
- Miss Marple (2010) : Caterham (Edward Fox) (Le Secret de Chimneys)
- The Strain (2016-2017) : Pr. Abraham Setrakian (David Bradley) (2e voix, saisons 3 et 4)
- Baskets (2016-2019) : Eddie (Ernest Adams) (16 épisodes)
- Vikings: Valhalla (2022) : le roi Æthelred II (Bosco Hogan (en))

#### Séries d'animation
- Les Mystérieuses Cités d'or : le narrateur dans le générique d'introduction
- Rémi sans famille : M. Acquin
- The Secret Show : Professeur-Professeur
- 2013-2016 : Archer : Ron Cadillac

### Jeux vidéo
- Alone in the Dark : Jack Crowley
- 2006 - Gothic 3 : plusieurs voix
- 2007 - The Witcher : Jacques d'Aldersberg (le grand maitre)
- 2010 - Spider-Man : Dimensions : le narrateur
- 2011 - Star Wars: The Old Republic : plusieurs personnages (dont Grommik Kurthson sur Tatooine)
- 2012 - Epic Mickey 2 : Le Retour des héros : Abe, le robot-guide des diorama, dans la station de train
- 2023 - The Elder Scrolls : Online : Meln le Sans-Bouche

## Extrait sonores
- Album du groupe de rap Français Psy4 De La Rime : La voix de Michel Paulin